# Alejandro Snopek
Alejandro Francisco Snopek (San Salvador de Jujuy, 25 de febrero de 1972) es un ingeniero agrónomo y político argentino. Fue Diputado Nacional por la Provincia de Jujuy.

## Biografía
Alejandro Snopek es hijo Carlos Daniel Snopek y de Marta Elena Bernal. Su abuelo, Carlos Snopek, fue gobernador de Jujuy por el partido peronista. Desde los 16 años militó en el Partido Justicialista.
Se graduó como ingeniero agrónomo en la Universidad Católica de Córdoba y posteriormente realizó un posgrado en el Instituto de Ciencias de la Administración. Como profesional brindó asesoramiento a la Federación Ruralista de Jujuy, la Cámara de Tabaco de Jujuy y a la Federación Argentina de Productores Tabacaleros.
En el 2007 impulsa la refundación del Partido Blanco de los Trabajadores, tras ser impedido de participar en elecciones internas del PJ. Desde este espacio político formó el frente Primero Jujuy junto a otros partidos políticos.
En 2011 fue elegido diputado provincial y presidió el bloque de diputados del frente Primero Jujuy. En este rol representó a Jujuy en el Parlamento del NOA.
En el 2015, impulsó que de su partido se integre a la UCR, el Socialismo y el PRO para formar el frente Cambia Jujuy. Este frente ganó las elecciones a gobernador con la candidatura de Gerardo Morales y Snopek fue elegido diputado nacional.
Como diputado nacional Snopek formó parte del bloque del Frente Renovador y posteriormente de Consenso Federal. Es vicepresidente de la comisión de Finanzas e integra las comisiones de Presupuesto y Hacienda, Economías y Desarrollo Regional, Agricultura y Ganadería, Comercio, Economía, Minería y Recursos Naturales y conservación del Ambiente Humano de la Cámara de Diputados de la Nación.
A lo largo de su carrera política, Alejandro Snopek ha promovido iniciativas orientadas al desarrollo económico y social de la provincia de Jujuy. Entre sus propuestas se destacan proyectos relacionados con la implementación de zonas francas en la región y la promoción de inversiones industriales, con el objetivo de fomentar el crecimiento y la generación de empleo en áreas estratégicas de la provincia.